# حزب راه آزادی قشقایی(قایی)
حزب راه آزادی قشقایی به اختصارقایی(ترکی: قشقایی آزادلیگ یولونونگ ایتیفاقی) یک حزب سیاسی مخالف جمهوری اسلامی است که با هدف مبارزه برای حقوق قوم قشقایی تشکیل شده .حزب قایی برای برقراری دمکراسی و فدرالیسم در ایران فعالیت می کند.
حزب قایی اولین حزب و تشکیلات سیاسی در تاریخ قوم قشقایی است. این حزب از جنبش هویت طلبانه قشقایی ها در دو دهه اخیر سر برآورده و متولد شده.

روح الله مرادی قشقایی، از مؤسسان و دبیرکل حزب راه آزادی قشقایی(قایی) در حال سخنرانی در سازمان ملل

حزب قایی در حوضه های سیاسی،اجتماعی و مدنی فعالیت های قابل توجهی داشته ،همچنین عضو مرکز هماهنگی ترکان ایران و ائتلاف دمکراتیک ملت ها میباشد.
حزب یکی از اپوزیسیون خارج نشین است که جمهوری اسلامی را ناکارآمد،فاسد و غیر قابل تغییر می داند و برای سرنگونی آن و استقرار دمکراسی و فدرالیسم در ایران آزاد تلاش می کند.

## تأسیس
حزب قایی در ۳۰خرداد۱۳۹۶ توسط روح الله مرادی قشقایی (فعال حقوق بشر و نماینده قوم قشقایی در سازمان ملل) و جمعی از فعالین قشقایی در سوئیس تأسیس شد.

## نشان حزب
```
نشان حزب ترکیبی از 
بایداق قشقایی
 (یک تامغای باستانی ترک)و نماد قبیله 
قایی
(IYI) است.
```

حزب به منظور اتحاد و جنبش عدالت طلبانه قشقایی ها از پرچم رسمی حزب و قشقایی در تاریخ ۳۱اکتبر۲۰۲۲ رونمایی کرد. این پرچم توسط مجید رضا دیانی مطابق با نظر اعضای هیئت مدیره حزب قایی و موسس و دبیر کل حزب قایی،‌ آقای روح الله مرادی قشقایی طراحی شده است. 
این پرچم هم استاندارد شده بایداغ(پرچم سنتی) قشقایی است که نشان ماه و ستاره درون دایره قرمز وسط پرچم اضافه گردیده که نشان دهنده هویت ترکی قشقایی می باشد.
همچنین تعداد۲۴عدد از تامغای قبیله قایی(۲۴قبیله اغوز) که منشاء ایل قشقایی می باشد به حاشیه سفید پرچم اضافه گردیده است.
پرچم ملی قشقایی ها اولین بار توسط اعضای حزب قایی در تجمع بروکسل به مورخ ۲۵ مارس۲۰۲۳ برافراشته شد.

## اساسنامه حزب راه آزادی قشقایی
توضیحی مختصر از مانیفست ( سیاست های کلی ) حزب قایی 
اهداف سازمان:
1- احیاء ، حفظ و تقویت هویت ملت تورک قشقایی .
2- احقاق حق و دفاع از حقوق ملت تورک قشقایی.
روش فعالیت سازمان:
1- روش فعالیت سازمان مبارزه مدنی و سیاسی برای دستیابی به اهداف خود است .
2- این سازمان هر گونه خشونت را در فعالیت خود نفی می کند مگر آنکه برای دفاع مشروع ضرورت داشته باشد .
چکیده ای از مانیفست سیاسی سازمان:
- سازمان رژیم فعلی ایران را دیکتاتوری و اصلاح ناپذیر می داند و برای تغییر رژیم به نظام دموکراتیک سکولار ملتزم به حقوق بشر مبارزه و تلاش می کند.
- سازمان تلاش خواهد کرد با ایجاد و تقویت ارتباطات در کنفرانس ها و مراجع تصمیم گیر برای نظام سیاسی آینده ایران حضور و نقش موثر داشته باشد .
- سازمان بهترین نوع حکومت برای آینده ایران را نظام دموکراتیک فدرال ملتزم به حقوق بشر  و اعطای خودگردانی محلی  بر پایه توزیع برابر و عادلانه قدرت و ثروت  برای همه گروه های اتنیکی  سرزمین ایران می داند .
- این سازمان در نظام سیاسی آینده ایران ( نظام دموکراتیک سکولار ملتزم به حقوق بشر ) با توجه به نسبت جمعیت ملت قشقایی پنج درصد از کرسی های مجلس موسسان ، مجلس نمایندگان ، مجلس سنا و کلیه مراجع احتمالی سیاست گذار و پنج در صد از کابینه و مناصب اجرایی و قضایی در سطح ملی را حق مسلم ملت قشقایی می داند و برای تضمین آن کوشش می نماید .
مانیفست  فرهنگی سازمان:
- طراحی یک خط و حروف الفبا خاص زبان تورکی قشقایی  توسط متخصصین زبان و ادبیات تورکی و آموزش و گسترش همگانی آن .
- حمایت از آموزش زبان تورکی قشقایی .
- تشویق والدین به اولویت آموزش زبان مادری تورکی قشقایی به فرزندان خود و تشویق استفاده از زبان تورکی قشقایی در کلیه محافل .
- حمایت مادی و معنوی از تولید آثار و محصولات فرهنگی به زبان تورکی قشقایی از جمله کتاب ، موسیقی ، شعر ، داستان ، نمایش ، فیلم ، انیمیشن ، بازی های کامپیوتری ، برنامه های رادیویی و تلوزیونی .
- برگزاری جشنواره های قشقایی در سراسر جهان به منظور معرفی فرهنگ ، آداب و رسوم ، پوشش و موسیقی قشقایی.
- برگزاری جشنواره های مشترک با ملت های تورک جهان .
- تاسیس و اداره کردن رسانه خبری مخصوص ملت تورک قشقایی .
مانیفست علمی سازمان:
1- حمایت از پژوهش ها و پایان نامه های مرتبط با ملت تورک قشقایی در زمینه های مختلف از جمله تاریخ ، جامعه شناسی ، زبان و ادبیات و موسیقی .
2- آسیب شناسی و بررسی و شناسایی مشکلات و تدوین راه حل های علمی با استفاده از متخصصین و کارشناسان رشته های مختلف علمی.
3- برگزاری سمینارهای علمی در زمینه های مختلف مرتبط با ملت تورک قشقایی .
4- حمایت از تحصیل فرزندان ملت تورک قشقایی در رشته های مختلف در دانشگاه های معتبر جهان .
سیاست های کلی حقوق بشری سازمان:
1- آموزش و ترویج مبانی و اصول حقوق بشر به تمام افراد ملت تورک قشقایی.
2- دفاع و حمایت از قربانیان نقض حقوق بشر .
3- گزارش کردن موارد نقض حقوق بشر به سازمان ملل متحد و سازمان های منطقه ای و بین المللی .
4- حضور در محافل حقوق بشری و اعلام نظرات و مواضع سازمان .

## فعالیت‌های حزب
فعالیت های حزب مانند سایر احزاب و تشکیلات مخالف جمهوری اسلامی در ایران ممنوع است.
فعالیت های میدانی حزب در ایران بیشتر شامل شعار نویسی جوانان در شهرهای قشقایی نشین و فعالیت مجازی است.
بیشتر فعالیت های حزب در خارج از کشور می باشد مانند حضور در شبکه های مختلف تلوزیونی و ماهواره ای مخالف جمهوری اسلامی و همچنین دفاع از حقوق مردم قشقایی و بیان مطالبات ، مشکلات و تبعیض ها در سازمان ملل .
حزب قایی ارتباط نزدیکی با سایر احزاب فدرالیست ترک مانند آذربایجانی ها دارد و بطور مداوم با سایر احزاب آذربایجانی نشست های مشترک برگذار می کنند.
تا کنون حزب قایی در چند تجمع و تظاهرات در اروپا شرکت کرده مانند تجمع بروکسل ۲۵مارس۲۰۲۳ و راهپیمایی متینگ آزادلیگ،عدالت برلین در تاریخ ۲۰می۲۰۲۳.

پرچم ملی قشقایی، اهتزاز پرچم حزب راه آزادی قشقایی برای اولین بار در تجمع بروکسل در پنجم فروردین۱۴۰۲

حزب قایی، تجمع اعضای حزب قایی در راهپیمایی آزدلیگ،عدالت، ملی حکومت در برلین ۳۰اردیبهشت۱۴۰۲

## اعتراضات سراسری ۱۴۰۱ایران
حزب از اعتراضات سراسری حمایت کرده و از همان ابتدا بیانیه ها و فراخوان هایی را برای پیوستن مردم قشقایی به اعتراضات را نشر داد و قشقایی هارا برای پیوستن به اعتراضات دعوت کرد. 
در تاریخ ۳۰آبان روح‌الله مرادی قشقایی دبیرکل حزب در جریان تشیع پیکر سجادقائمی بهمن بیگلو یکی از جانباختگان قشقایی اعتراضات در شیراز که منجر به خیزش انقلابی شد برای ارتباط تصویری به شبکه ایران اینترنشنال دعوت شد همچنین در شبکه های دیگری مثل راکسیون تی وی،کلمه و... حضور یافت.   